# 岡明之助
岡 明之助（おか あきのすけ、1890年（明治23年）7月5日 - 1943年（昭和18年）2月2日）は、日本の陸軍軍人。最終階級は陸軍少将。

## 経歴
和歌山県出身。1912年（明治45年）5月、陸軍士官学校（24期）を卒業。同年12月、歩兵少尉に任官し歩兵第7連隊付となる。歩兵第77連隊付などを経て、1924年（大正13年）12月から翌年4月まで陸軍歩兵学校で甲種学生として学んだ。
1927年（昭和2年）7月、豊橋陸軍教導学校付となり、1930年（昭和5年）8月、歩兵少佐に昇進し歩兵第18連隊付となる。1931年（昭和6年）8月、歩兵第6連隊付（半田中学校配属将校）となり、独立守備歩兵第2大隊付、独立守備歩兵第18大隊付、歩兵第28連隊付を経て、1935年（昭和10年）12月、歩兵中佐に進級。1938年（昭和13年）7月、独立守備歩兵第17大隊長に着任し、1939年（昭和14年）3月、歩兵大佐に昇進した。
1939年6月、第8国境守備隊第4地区隊長に就任。1940年（昭和15年）12月、歩兵第124連隊長に発令され日中戦争に出征。太平洋戦争を迎え川口支隊に配置されポートモレスビー攻略の準備を行うが、ガダルカナル島の戦いで一木支隊の壊滅を受け同島に派遣された。1942年（昭和17年）9月の攻撃は失敗し、以後、再起を画してアウステン山付近に駐屯し戦闘を継続したが、1943年（昭和18年）2月に戦死。同日、陸軍少将に特進した。

## 栄典
- 1913年（大正2年）2月20日 - 正八位[5]